# ISO 3166-2:SL
ISO 3166-2:SL는 지리 식별 부호(geocode)를 정의하는 ISO 표준인 ISO 3166-2의 일부이며 시에라리온에 적용된다. 4개의 행정 구역이 하부 부호를 할당받았다. 하부 코드는 1자리의 영어 대문자로 쓴다. SL은 ISO 3166-1에서 할당된 국가 코드를 사용한다.

## 식별 부호
| 코드 | 행정 구역 |
| ---- | --------- |
| SL-E | 동부주    |
| SL-N | 북부주    |
| SL-S | 남부주    |
| SL-W | 서부구    |

## 같이 보기
- 시에라리온의 행정 구역